# 21 Pułk Ułanów (Cesarstwo Niemieckie)

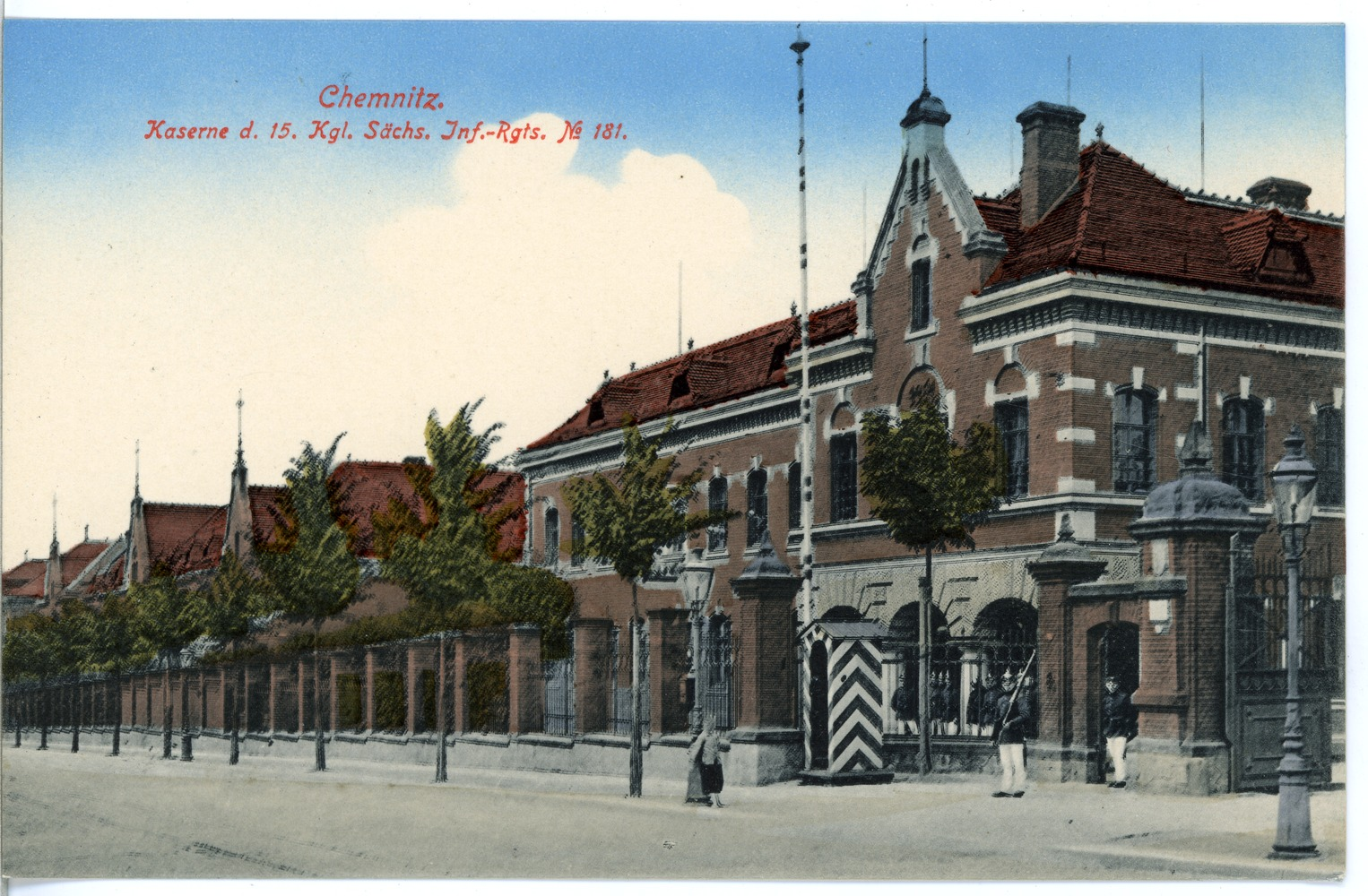
Koszary pułku

21 Pułk Ułanów im. Cesarza Wilhelma II (3 Saksoński)  (niem. 3. Ulanen-Regiment Nr. 21 „Kaiser Wilhelm II., König von Preußen“)  – pułk kawalerii niemieckiej okresu Cesarstwa Niemieckiego.

## Charakterystyka
Pułk został sformowany 1 października 1905. Stacjonował w Chemnitz . Wchodził w skład XIX Korpusu Armijnego .

 Wiosną 1914 był w strukturze 40 Brygady Kawalerii z 40 Dywizji Piechoty.

2 października 1916 oddział przeorganizowano w spieszony pułk kawalerii.